# Хайрам (тауншип, Миннесота)
Хайрам (англ. Hiram) — тауншип в округе Касс, Миннесота, США. На 2000 год его население составило 334 человека.

## География
По данным Бюро переписи населения США площадь тауншипа составляет 92,2 км², из которых 70,2 км² занимает суша, а 22,0 км² — вода (23,90 %).

## Демография
По данным переписи населения 2000 года здесь находились 334 человека, 157 домохозяйств и 118 семей.  Плотность населения —  4,8 чел./км².  На территории тауншипа расположено 630 построек со средней плотностью 9,0 построек на один квадратный километр. Расовый состав населения: 97,60 % белых, 0,30 % коренных американцев и 2,10 % приходится на две или более других рас. Испанцы или латиноамериканцы любой расы составляли 0,30 % от популяции тауншипа.
Из 157 домохозяйств в 12,7 % воспитывались дети до 18 лет, в 69,4 % проживали супружеские пары, в 5,1 % проживали незамужние женщины и в 24,8 % домохозяйств проживали несемейные люди. 21,0 % домохозяйств состояли из одного человека, при том 14,0 % из — одиноких пожилых людей старше 65 лет. Средний размер домохозяйства — 2,13, а семьи — 2,44 человека.
13,2 % населения — младше 18 лет, 2,4 % — в возрасте от 18 до 24 лет, 15,0 % — от 25 до 44, 43,1 % — от 45 до 64, и 26,3 % — старше 65 лет. Средний возраст — 56 лет. На каждые 100 женщин приходилось 93,1 мужчин.  На каждые 100 женщин старше 18 приходилось 89,5 мужчин.
Средний годовой доход домохозяйства составлял 34 000 долларов, а средний годовой доход семьи —  36 563 доллара. Средний доход мужчин —  29 500  долларов, в то время как у женщин — 11 964. Доход на душу населения составил 22 217 долларов. За чертой бедности находились 14,5 % семей и 13,6 % всего населения тауншипа, из которых 14,0 % младше 18 и 9,2 % старше 65 лет.